# Norristown (Pennsylvanie)
Pour les articles homonymes, voir Norristown.
Le borough de Norristown est le siège du comté de Montgomery, dans le Commonwealth de Pennsylvanie, aux États-Unis. Norristown est située sur la rivière Schuylkill. Sa population est mesurée à 35 748 habitants lors du recensement de 2020. 

## Personnalité liée à la municipalité
- Richard Derr (1918-1992), acteur américain né à Norristown.
- Al Cantello (1931-2024), athlète américain né à Norristown.

## Source
- (en) Cet article est partiellement ou en totalité issu de l’article de Wikipédia en anglais intitulé « Norristown, Pennsylvania » (voir la liste des auteurs).